# E821 (trasa europejska)
E821 – trasa europejska biegnąca przez Włochy. Zaliczana do tras kategorii B droga łączy Rzym z San Cesareo. 

## Przebieg trasy
- Rzym E35 E80
- San Cesareo E45